# Disenochus flavitarsus
Disenochus flavitarsus är en skalbaggsart som beskrevs av Sharp 1903. Disenochus flavitarsus ingår i släktet Disenochus och familjen jordlöpare. Inga underarter finns listade i Catalogue of Life.